# 분자 진화
분자 진화는 RNA, DNA 및 단백질 형성 수준에서 진화의 과정이다. 1960년대에 분자생물학, 진화생물학, 집단유전학의 학제간 연구를 통하여 핵산과 단백질의 기능과 구조를 발견하고 이해하고자 시작되었다.
분자진화학은 유전자를 기준으로 한 계통 분류를 시도하여 '분자 시계'의 개념을 도입하였고, 비부호화 DNA의 기원을 밝혔다.

## 개요
1977년 미국 일리노이 대학교의 생물학 교수 칼 우스는 리보솜 RNA의 염기서열을 기준으로 한 미생물 분류 방법을 제안하였다. 그는 형태 등의 구분이 힘든 미생물의 경우 유전체의 차이를 기준으로 분류를 정립하는 것이 보다 과학적인 방법이 될 것이라 보았다. 우스의 제안은 생물학 학자 사이에 큰 반향을 일으켰고 분자생물학의 성과를 분류학에 도입하여 분자진화학이 시작되었다.
1977년의 논문에서 우스는 리보솜 RNA를 기준으로 원핵생물을 진정세균과 고균으로 구분하였다. 1990년 자신의 이론을 더욱 발전시킨 우스는 계보다 상위 단위인 도메인을 제안하여 생물의 최상위 분류로서 원핵생물, 원생생물, 식물, 동물, 균류의 5 계 구분 대신 진정세균, 고균, 진핵생물의 3 도메인의 구분을 제안하였다.

## 같이 보기
- 진화
- 대장균의 장기간 진화 실험
- 분자 진화사
- 수평적 유전자 이동
- 인류의 진화
- 분자 시계
- 중립 진화 이론
- 계통학
- 집단유전학